# Cathédrale de la Dormition-de-la-Mère-de-Dieu de Cluj-Napoca
Catedrala Ortodoxă "Adormirea Maicii Domnului" a Arhiepiscopiei Vadului, Feleacului și Clujului (La Cathédrale Orthodoxe "Dormition de la très Sainte Mère de Dieu" de l'Archevêché de Vad, de Feleac et de Cluj) est le principal édifice orthodoxe de Cluj-Napoca.

## Localisation et histoire
Catedrala Ortodoxă Adormirea Maicii Domnului située dans la Piața Avram Iancu a été érigé à l'initiative de l'évêque Nicolae Ivan qui a commencé à en faire les démarches auprès les autorités transylvaines dès 1919. En 1920, le même évêque a obtenu aussi le terrain sur lequel la cathédrale a été construite. Peu de temps après on a organisé un concours de projets d'architecture qui a été emporté par les architectes bucarestois George Cristinel et Constantin Pomponiu. Comme pour célébrer la récente Union, les deux architectes ont utilisé des modèles et des styles architecturaux d'inspiration byzantine, rencontrés partout en Valachie et exotiques selon les goûts mitteleuropéens des transylvaniens de l'époque. Ainsi, la coupole de la cathédrale de Cluj a été inspirée par la coupole de la Hagia Sophia. La peinture murale intérieure est l'œuvre de deux des premiers professeurs de l'Université d'art et d'esthétique de Cluj, Anastasie Demian et Catul Bogdan.
Les travaux ont démarré le 19 septembre 1923 et l'édifice a été achevé dix ans plus tard. La cathédrale a été consacrée le 5 novembre 1933 par le Patriarche « de toute la Roumanie » Miron Cristea qui était accompagné par le Métropolite de la Transylvanie Nicolae Bălan et par l'évêque de Cluj Nicolae Ivan. Le roi Charles II, le prince héritier Mihai et plusieurs ministres ont assisté aux cérémonies.

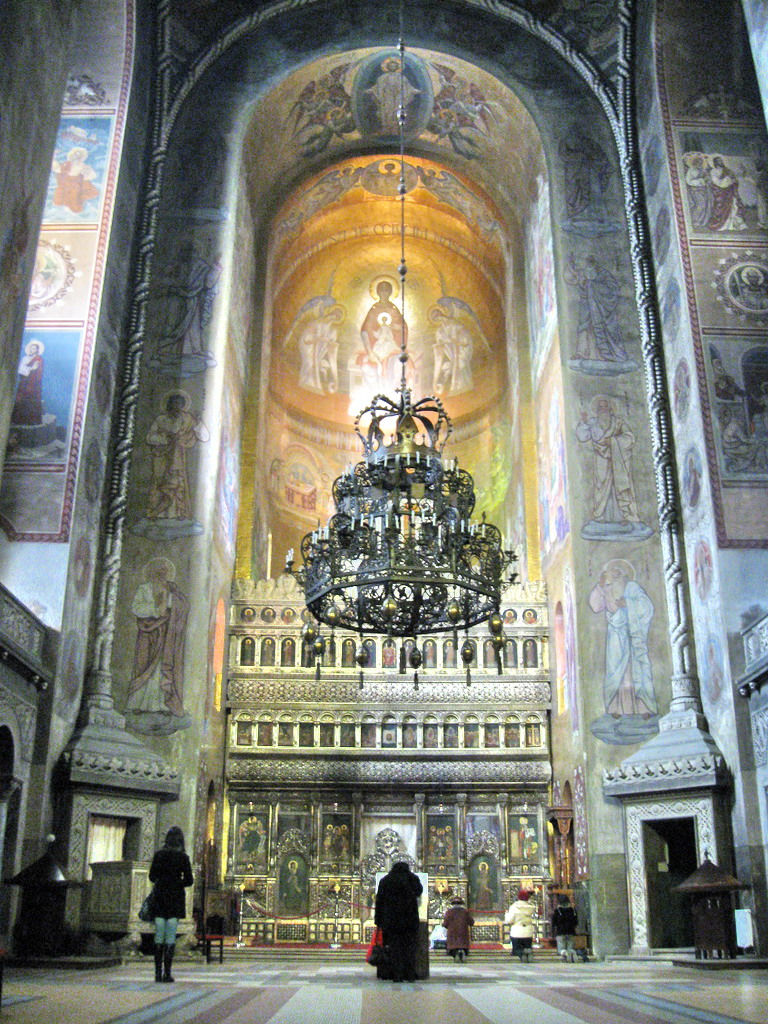
Intérieur de la cathédrale
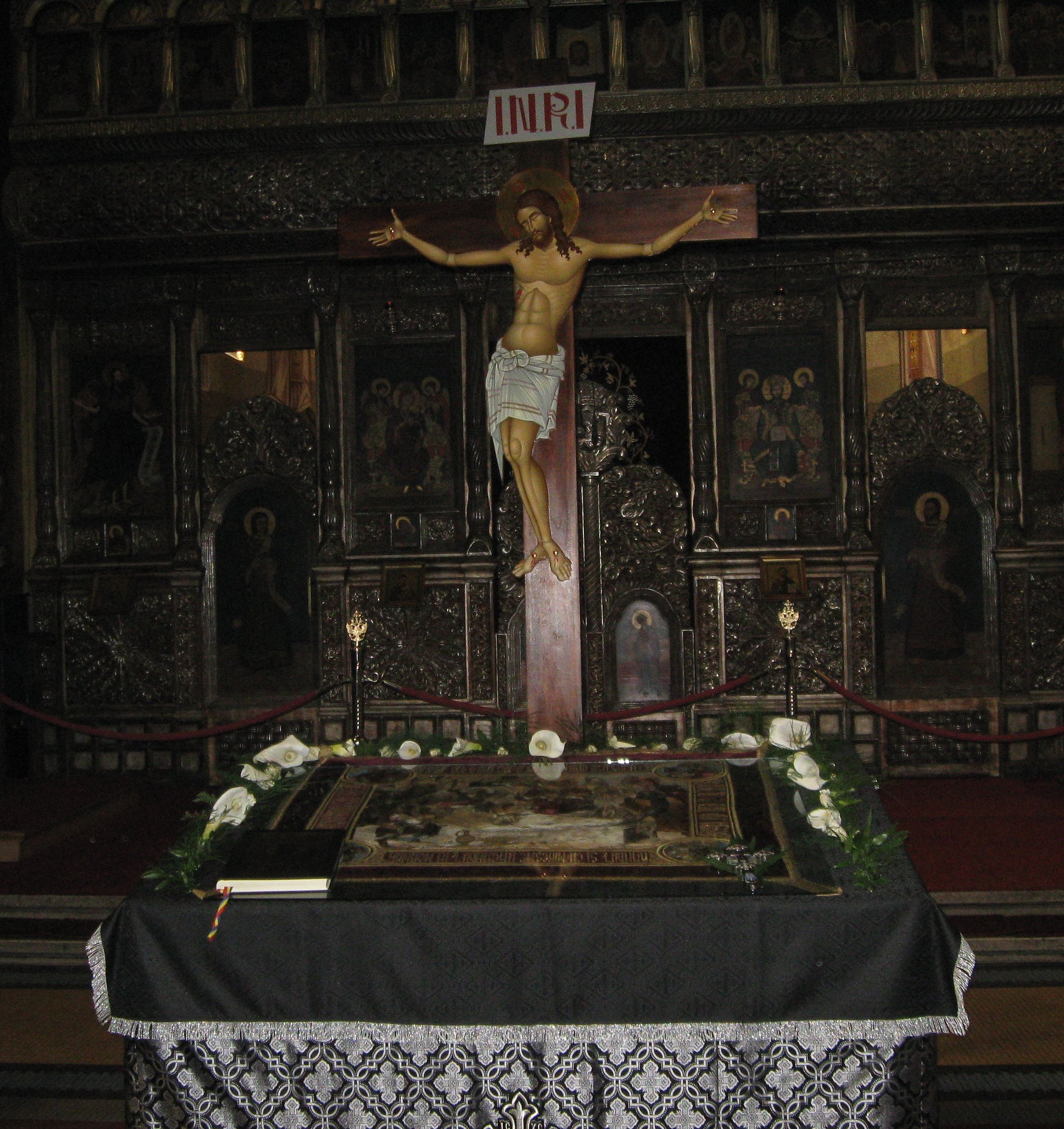
Autel